# Hugo Neubauer
Hugo Ernst Neubauer (* 2. September 1868 in Rothenhaus bei Görkau, Böhmen; † 26. November 1945 in Dresden) war ein deutscher Agrikulturchemiker. Die von ihm entwickelte Keimpflanzenmethode, eine physiologisch-chemische Untersuchungsmethode zur Bestimmung der Nährstoffgehalte von Böden, wurde über mehrere Jahrzehnte (1930–1960) weltweit in vielen Laboratorien angewendet.

## Leben und Wirken
Neubauer studierte Chemie an der Technischen Hochschule Dresden und an der Universität Rostock, wo er 1893 mit einer Dissertation über Methoden der Phosphorsäurebestimmung zum Dr. phil. promoviert wurde. Während seines Studiums wurde er 1887 Mitglied der Sängerschaft Erato Dresden. Anschließend arbeitete er an den landwirtschaftlichen Versuchsstationen in Pommritz, Hamburg und Berlin. 1905 wurde er zum Direktor der Landwirtschaftlichen Versuchsstation nach Bonn berufen. Hier beschäftigte er sich überwiegend mit Fragen der Futtermittelbewertung. Außerdem publizierte er 1911 eine umfangreiche Abhandlung über das landwirtschaftliche Versuchs- und Kontrollwesen in Deutschland. Von 1924 bis 1934 leitete er als Direktor und Professor die Landwirtschaftliche Versuchsanstalt Dresden. Sein Nachfolger dort wurde sein Mitarbeiter Florus Kertscher.
Bereits in Bonn hatte Neubauer gemeinsam mit seinem Mitarbeiter Wilhelm Schneider eine neue Bodenuntersuchungsmethode entwickelt, bei der heranwachsende Roggen-Keimpflanzen der zu prüfenden Bodenprobe die pflanzenverfügbaren Nährstoffe entziehen, die dann in den geernteten Pflanzen bestimmt werden. Die erste ausführliche Beschreibung dieser physiologisch-chemischen Untersuchungsmethode erschien 1923 in der Zeitschrift „Die landwirtschaftlichen Versuchs-Stationen“. Im Jahr 1925 wurde er zum Mitglied der Leopoldina gewählt.
In Dresden arbeitete Neubauer fast ausschließlich daran, diese alsbald als „Keimpflanzenmethode“ bezeichnete Untersuchungsmethode zu verbessern und für die Praxis der Düngerberatung zu optimieren. Auch nach der 1934 erfolgten Pensionierung blieb Neubauer weiterhin an seiner langjährigen Arbeitsstätte in Dresden forschend und publizistisch tätig. Wie bei fast jeder neu entwickelten Methode, wurde auch seine Keimpflanzenmethode von Fachkollegen kritisiert. Der teilweise heftig geführte wissenschaftliche Meinungsstreit trug zur Klärung vieler bodenkundlicher und pflanzenphysiologischer Probleme bei. 1936 wurde die „Neubauer-Methode“ vom „Verband Deutscher Landwirtschaftlicher Untersuchungsanstalten“ als offizielle Verbandsmethode anerkannt. Für viele Jahre war sie eine der gebräuchlichsten Bodenuntersuchungsmethoden für die Pflanzennährstoffe Phosphor und Kalium – sowohl in Deutschland als auch in vielen anderen Ländern. Die Entwicklungsgeschichte dieser Methode hat Neubauer in zwei grundlegenden Schriften (1939 und 1944) ausführlich beschrieben.
Für sein wissenschaftliches Lebenswerk wurden Neubauer zahlreiche Ehrungen zuteil. 1935 erhielt er die Ehrendoktorwürde der Universität Berlin. Er war Ehrenmitglied der Deutschen Bodenkundlichen Gesellschaft und 1938, zu seinem 70. Geburtstag, wurde er mit dem Adlerschild des Deutschen Reiches mit der Widmung „Dem Bahnbrecher der deutschen Agrikulturchemie“ ausgezeichnet. Der Verband Deutscher Landwirtschaftlicher Untersuchungs- und Forschungsanstalten stiftete 1952 eine „Hugo-Neubauer-Auszeichnung“ für außergewöhnliche herausragende wissenschaftliche Leistungen.

## Schriften
- Das landwirtschaftliche Versuchs- und Kontrollwesen in Deutschland. In: Archiv des Deutschen Landwirtschaftsrats Jg. 35, 1911, S. 174–296 u. 716–726.
- Laboratoriumsverfahren zur Bestimmung der aus dem Boden für die Pflanzen aufnehmbaren Mengen an Phosphorsäure und Kali. In: Die landwirtschaftlichen Versuchs-Stationen Bd. 100, 1923, S. 119–128. – Zugl. als publizierter Vortrag unter dem Titel: Ein neues Verfahren zur Bestimmung der Bodennährstoffe und seine Bedeutung für die Landwirtschaft. Reichenbachsche Verlagsbuchhandlung Leipzig [1924] = Schriften der Oekonomischen Gesellschaft zu Dresden H. 2.
- Die Keimpflanzenmethode. Ein physiologisch-chemisches Verfahren zur Bestimmung der den Pflanzen zugänglichen Bodennährstoffe Kalium und Phosphor. Verlagsgesellschaft für Ackerbau Berlin 1939.
- Zwanzig Jahre Keimpflanzenmethode. Eine Betrachtung über Bodenuntersuchung. Verlag C. Heinrich Dresden 1944.